# Namecheap
Namecheap è una impresa statunitense di web hosting e registratrice di domini accreditata dall'ICANN con sede a Los Angeles in California.
Dichiara di avere oltre 3 milioni di nomi di dominio sotto la sua gestione.
Fu fondata nel 2000 da Richard Kirkendall.
LifeHacker poll la premia come miglior registratrice di domini nel 2010 e nel 2012.
A marzo 2013 inizia ad accettare anche pagamenti con Bitcoin, rivelandosi la prima azienda in questo campo.
Nel mese di febbraio 2022 Namecheap annuncia di sospendere la fornitura dei propri servizi ai clienti russi a causa delle tensioni con l'Ucraina, concedendo agli attuali utenti russi una settimana di tempo per trasferire i propri domini verso un altro registrar. Con le stesse motivazioni, la società si è resa disponibile a offrire gratuitamente domini internet e hosting (anche anonimamente) a tutti i siti web di protesta contro Russia e Bielorussia.
L'azienda ha dichiarato la propria opposizione al SOPA.